# باب بانترون
باب بانترون (انگلیسی: Bob Bonthron؛ ۱۸۸۰ – Not known) یک بازیکن فوتبال بود.
از باشگاه‌هایی که در آن بازی کرده‌است می‌توان به باشگاه فوتبال بیرمنگام سیتی، باشگاه فوتبال داندی، باشگاه فوتبال نورث‌همپتون تاون، باشگاه فوتبال ساندرلند، و باشگاه فوتبال منچستر یونایتد اشاره کرد.